# Jean Duvet

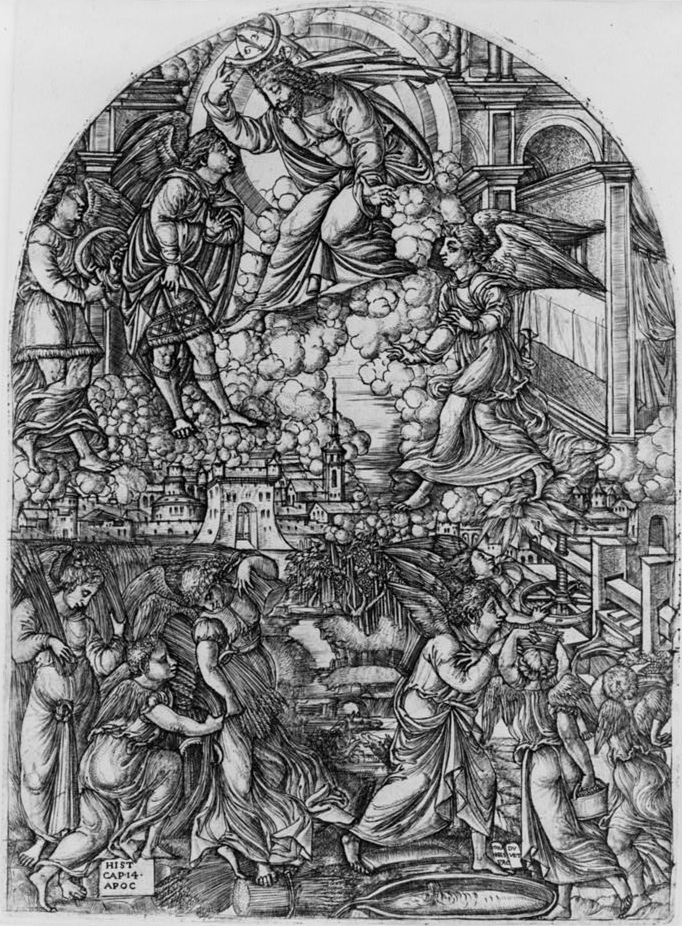
Gravură din „Apocalypse” de Jean Duvet

Jean Duvet, (n. 1485, Langres, Champagne-Ardenne, Franța – d. 1561, Langres, Champagne-Ardenne, Franța) a fost un gravor și aurar francez din Dijon (în Bourgogne). A fost decorator, îndeosebi cu ocazia serbărilor regale fastuoase, emailor și medalist. Este cunoscut mai cu seamă pentru că a fost primul maestru francez care s-a servit de ac pentru realizarea gravurilor sale. Era deosebit de talentat în privința gravării și cizelării metalelor prețioase. Opera sa reputată originală, foarte rară, în care temele de prețioztate coabitează cu naivitatea „primitivilor”, rămâne izolată în arta secolului al XVI-lea. Jean Duvet, pentru opera sa, este uneori supranumit « Dürer francez ».

## Biografie

### Formare și surse de inspirație
Jean Duvet, fiu și frate de aurari, s-a născut în 1485, la Langres, în Haute-Marne. S-a format în prima jumătate a secolului al XVI-lea studiind îndeaproape operele lui Dürer, cât și lucrările maeștrilor italieni Mantegna, Marcantonio Raimondi, Agostino Veneziano, Giulio Campagnola, precum și sculpturile romanice de porticuri ale catedralei din Authun și ale bazilicii din Vézelay. Deși a copiat multe lucrări, Jean Duvet a devenit cu totul altceva decât un imitator.

## Galeriede imagini

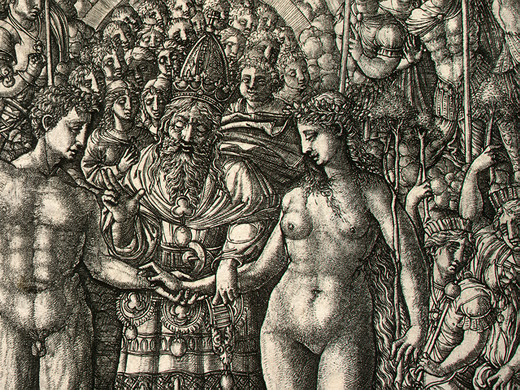
„Adam și Eva”, detaliu
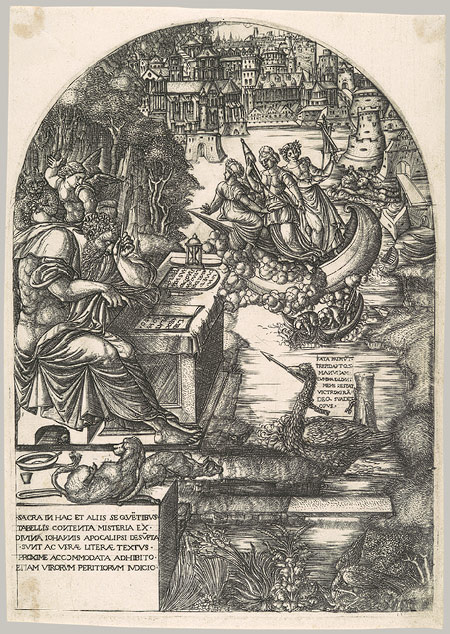
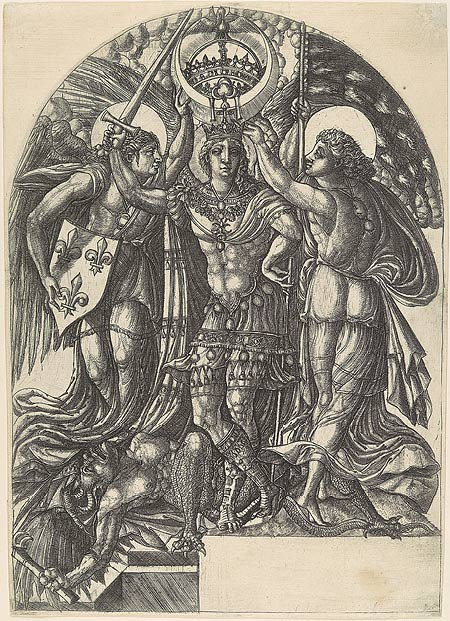
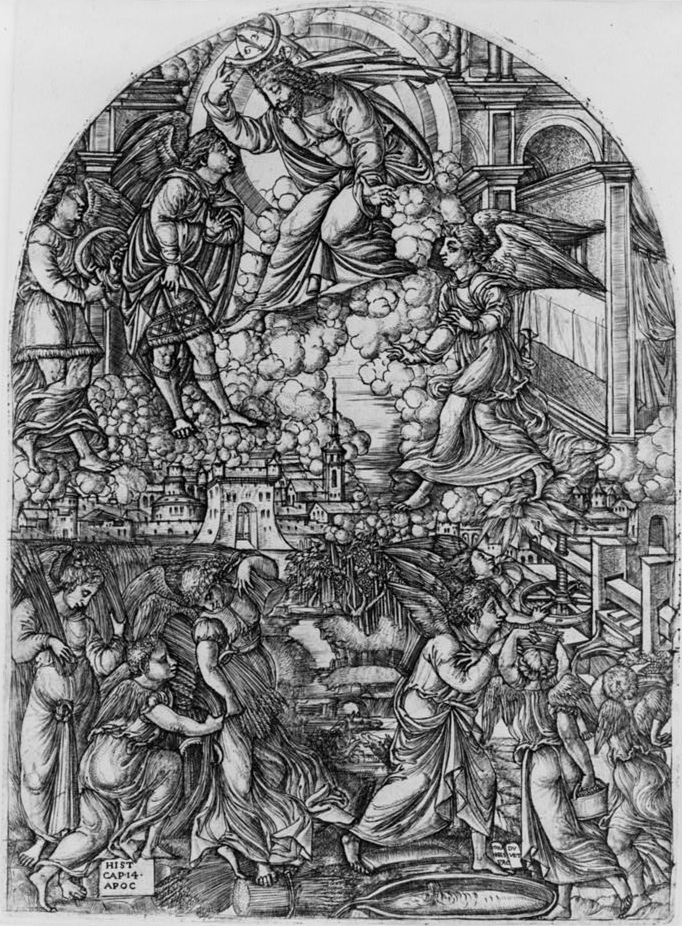
„Apocalipsa”
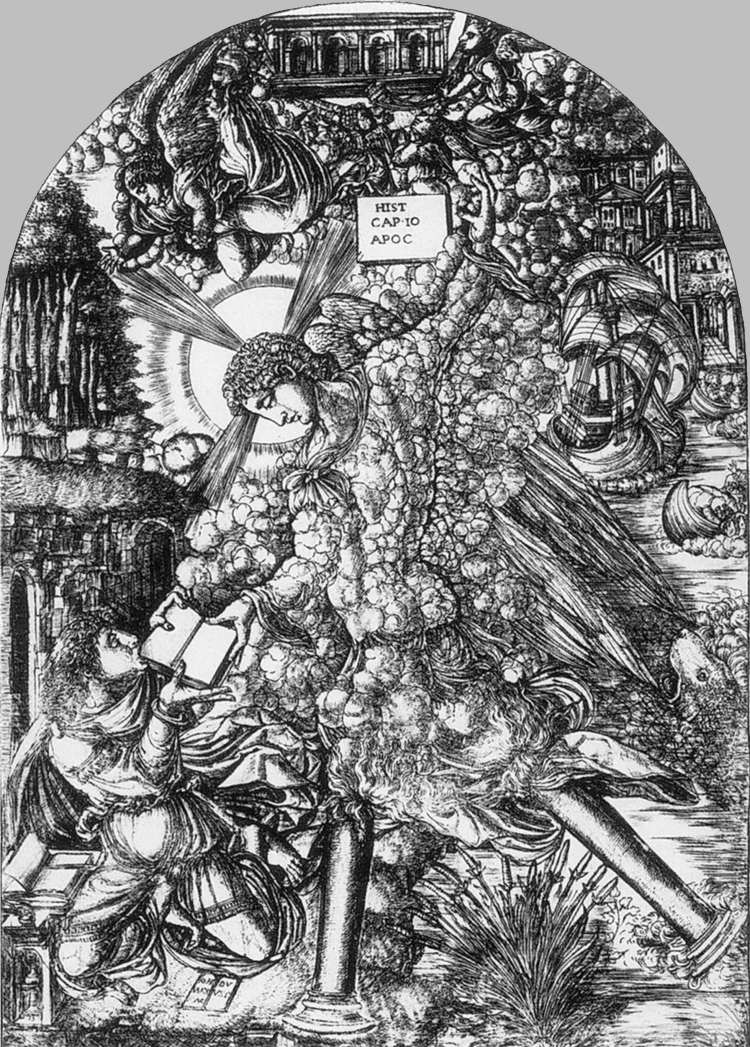
„Apocalipsa”
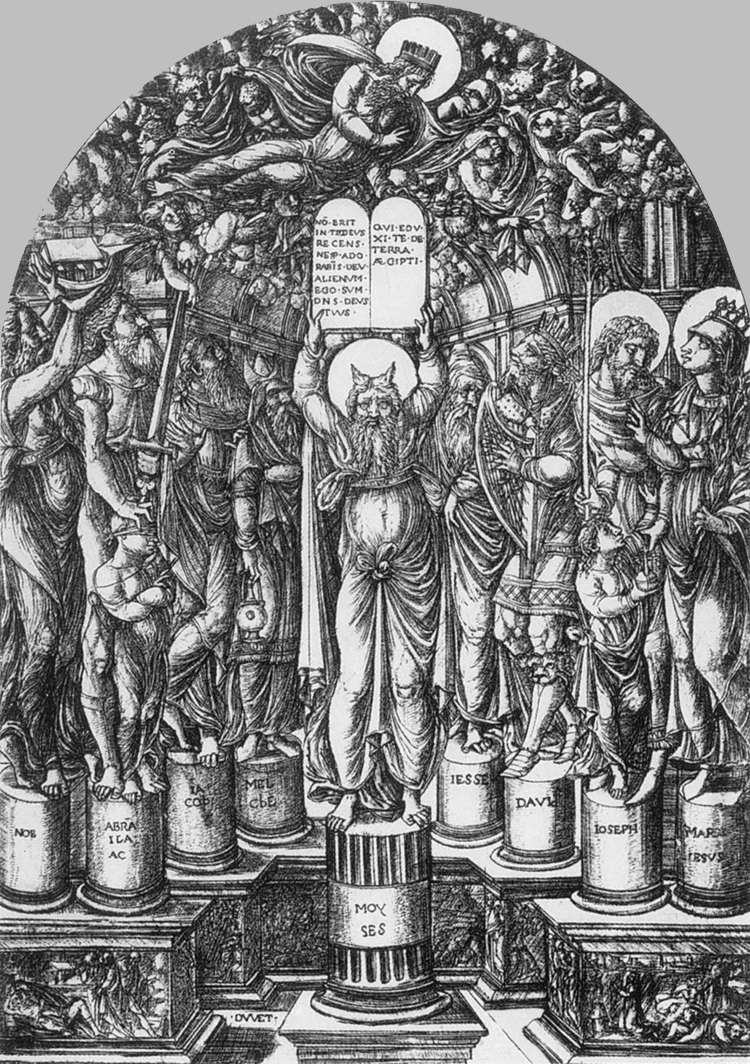
„Moise și patriarhii”
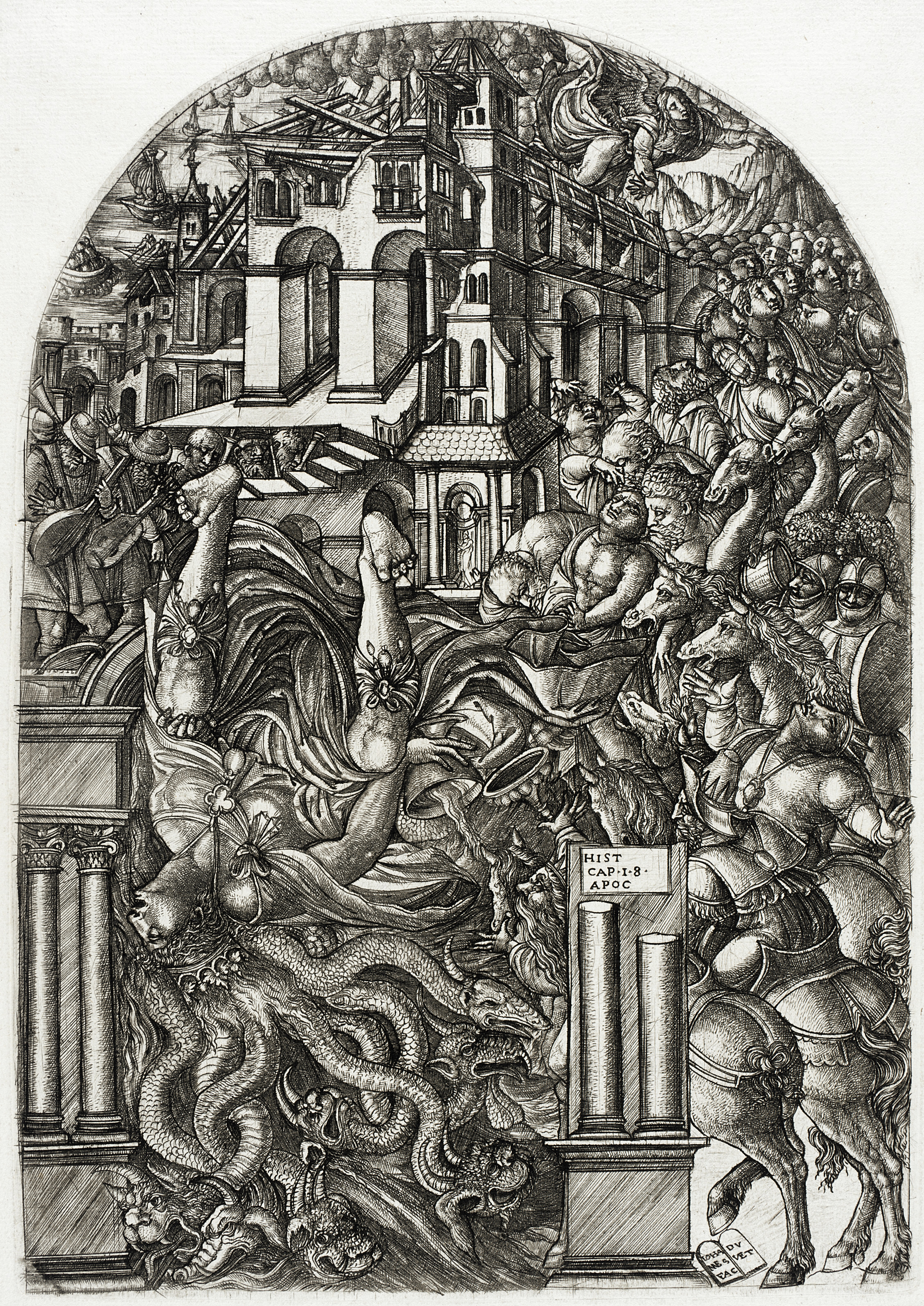
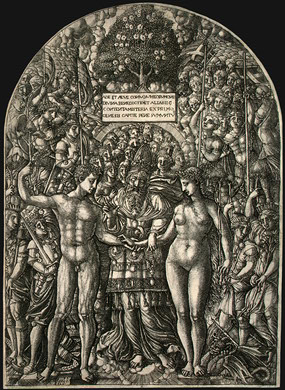